# Kloontje het Reuzenkind
Kloontje het Reuzenkind is een personage uit het voormalige attractiepark Het Land van Ooit en tevens de naam van een televisieprogramma op TV8. Kloontje werd vaak gezien als de mascotte van het park, alhoewel dit nooit officieel bevestigd is.

## Rol
Kloontje is een meisje van 5 jaar oud. Ze gaat altijd gehuld in een kleurige jurk, op haar neus heeft ze een (geschminkte) aardbei en op haar hoofd groeit een boom.
Kloontje is gekloond van haar broers. Ze heeft vier broers: Reus Dan, Reus Toen, Reus Ooit en Reus Nu.
De zogenoemde "Engerling", Stor de Bostor die tevens in het park woonde, wilde graag een kloon van de vier sterke reuzen om zo meer macht te verkrijgen. Dat mislukte echter, want in plaats van een sterke reus ontstond Kloontje, een vrolijk reuzenkind.
Het liefst eet ze 'ijzen' (waterijs raketjes). Ze werd in het park altijd door actrices met normale lengte gespeeld, maar dat kwam, zo zei ze zelf: "Omdat ik nog maar 5 ben." Kloontje zou later als ze groot is net zo groot worden als haar broers - zo rond de tien meter. 
Ze is verliefd op het Ooit-figuur “Page Polle”. In het park had ze meestal een ijsje in haar mond. Ze heeft ook een Knuffel, genaamd Kos. Dit is een pluchedier in de vorm van het paard van Ridder Graniet: Kos met de Snor.

## Televisie
Toen het Land van Ooit meer bekendheid verwierf kreeg Kloontje haar eigen televisie-show. Eerst op de regionale zender TV8 onder de naam “Kloontje het Reuzenkind”, en later op de zender SBS6, onder de naam “Kinderen zijn de Baas”. In dit programma zat Kloontje in een studio samen met de een technicus (Radio-Techniman genaamd) om andere programma’s aan te kondigen. Af en toe werden ze hierbij begeleid door andere Ooit-figuren, zoals Sap de Aardwortel en Ridder Graniet.
De serie stopte in 2001 maar een paar jaar later was Kloontje weer te zien op SBS in het kinderprogramma "KzdB-Network" (met Isa Hoes).
De series werden allemaal voornamelijk geschreven door de familie Taminiau, de oprichters van het Land van Ooit.
In de serie werd de rol van Kloontje vertolkt door Natasha van Maanen.
Bij de serie hoorde ook een lied, genaamd “Hallo, ik ben Kloontje”. Elke aflevering begon met dit lied, dat is gecomponeerd door Peter van Beijnum.

## Theatertournee
In 2003 ging Kloontje het Reuzenkind op theatertournee, vergezeld van Ridder Graniet, Jean d'Orange, Dame Grandeur de Bourgeoisie en Makei. Op deze tournee werd Kloontje vertolkt door Angelique Kornet. De voorstelling, waarin Ridder Graniet op zoek ging naar een vakantieplaats voor de Gouverneur van Het Land van Ooit, heeft twee seizoenen door Nederland gereisd.

## Merchandising
Kloontje verwierf veel bekendheid bij het grote publiek, mede door haar programma op SBS6. Mede hierdoor schoof het park haar naar voren als belangrijkste mascotte en promotor van het park. Verschillende theatertours door het land (onder andere “Kloontje en de Rommelberg” en “Een klus voor Kloontje”) waren hier het gevolg van. Ook verschenen er strips in verschillende kinderbladen en werden er ook stripalbums uitgegeven. De strips werden getekend door Bart Kranenburg.
Ook waren er sleutelhangers, videobanden, kledingstukken, cd's en beeldjes te koop.

## Land van Ooit
In Het Land van Ooit liep Kloontje rond om bezoekers te entertainen en kleine toneelstukken op te voeren, alleen of samen met andere Ooit-figuren. Ook had ze in het park een eigen attractie: “Kloontjes Springparadijs”, wat bestond uit een verzameling van verschillende luchtkussens.

## Faillissement
Op 21 november 2007 werd bekend dat Het Land van Ooit failliet was verklaard. Daarmee kwam er ook een eind aan Kloontje het Reuzenkind. Haar kostuums werden in maart 2008 geveild voor ongeveer 210 euro per stuk. Een van de kostuums kwam terecht bij een actrice die ooit in het park de rol van Kloontje had vervuld.